# София Гандерсхаймская
София (нем. Sophia; лето / осень 975 (?)—30 января 1039, Гандерсхайм) — дочь императора Священной Римской империи Оттона II и императрицы Феофано, сестра императора Оттона III. С 1002 года до своей смерти аббатиса Гандерсхайма, с 1011 года — аббатиса в Эссене.

## Биография
По документу дарения Оттона II от 979 года, которым передавалось имущество монастырю в Гандерсхайме, известно, что по желанию Феофано София тогда же была отдана на воспитание в эту обитель. Аббатисой Гандерсхайма в то время была Герберга, сестра баварского герцога Генриха Строптивого.
В 989 году она должна была быть пострижена в монахини. В связи с этим София спровоцировала конфликт между епископом Хильдесхайма Осдагом и Виллигизом, архиепископом Майнца и канцлером империи. София отказывалась быть рукоположённой Осдагом, которой настаивал, однако, на своём праве на проведении церемонии. Согласно жизнеописанию Бернварда Хильдесхаймского «Vita Bernwardi», автор которого освещает ситуацию пристрастно в пользу Осдага, спор между церковными сановниками разгорелся в присутствии Феофано, юного Оттона III и всего императорского двора. Конфликт разрешился тем, что рукоположение Софии должны были совершить оба епископа, в то время как рукоположение остальных монахинь проводил только Осдаг.
София на период с 995 по 997 год оставила монастырь, находясь при дворе своего брата Оттона и сопровождая его всюду. Император именовал её dilectissima soror (возлюбленная сестра) и делал ей богатые подарки. После 997 года София не появлялась при императорском дворе, тем не менее она поддерживала контакты с Оттоном. О Софии сложилось мнение, что она была стяжательницей, которую можно подкупить, высокомерной и властной. Принимая во внимание то, что сообщениям источников, близких к Бернварду Хильдесхаймскому, о её поведении при конфликте в монастыре Гандерсхайм не всегда можно доверять, более поздняя бездеятельность Софии в качестве аббатисы Эссенского монастыря считается признаком слабого характера. Около 1000 года София снова была замечена в семейном споре: на этот раз она посчитала, что Виллигиз должен освятить монастырскую церковь в Гандерсхайме, её же брат и аббатиса Герберга выдвигали кандидатуру Бернварда Хильдесхаймского. Конфликт между Бернвардом и Виллигизом после нескольких безуспешных попыток был разрешён уже при новом императоре.
В 1002 году, при Генрихе II, которого она поддерживала, София стала аббатисой монастыря Гандерсхайм, как это было задумано, вероятно, при её поступлении в обитель в 979 году. Кроме того, в 1011 году она после смерти аббатисы Матильды стала настоятельницей Эссенского монастыря. Первоначально этот пост предназначался её сестре Матильде, однако по политическим мотивам та была выдана замуж за Эццо Лотарингского. София возглавляла оба монастыря до своей смерти. Умерла 30 января (другие источники называют днём её смерти 27 или 31 января) 1039 года в Гандерсхайме и была погребена в его монастырской церкви.

## Аббатиса Эссена
Вслед за историком искусств и архитектором Георгом Хуманном принято считать, что София пренебрегала своими обязанностями в Эссене, так как некоторые из проектов, начатые предыдущей настоятельницей Матильдой: ларец-реликварий Святого Марка, крест, позднее получивший название Mathildenkreuz, и, возможно, строительство вестверка Эссенского собора были завершены только при наследнице Софии, её племяннице Феофано. София якобы предпочитала Гандерсхайм и в Эссене не осталось следов её деятельности. Новейшие исследования ставят под сомнения эту версию. Возможно, что мнимая бездеятельность Софии в Эссене объясняется скудостью сохранившихся источников. В случае ларца Святого Марка доказано, что Хуманн изучал лишь копии надписей, переданных ошибочно.
Известно, что София созвала в 1029 году региональный синод, при котором при участии архиепископа Кёльна и епископов Мюнстера и Падерборна упорядочивалась Эссенская десятина. 